# Брус, Гюнтер
Гюнтер Брус (нем. Günter Brus; 27 сентября 1938[…], Арднинг, Лицен — 10 февраля 2024, Грац, Австрия) — австрийский художник-акционист.

## Жизнь и творчество
Первичное художественное образование получил в школе прикладного искусства в Граце. В 1956 году Брус перебрался в Вену, где изучал живопись. Вначале находился под влиянием немецкого экспрессионизма, творчества Эдварда Мунка и Винсента ван Гога, затем его внимание привлекла живопись абстрактного экспрессионизма, в первую очередь творчество Эмилио Ведовы. Брус работал, разбрызгивая краску по полотну. В 1961 году его призвали в армию. После демобилизации в конце 1962 года художник перенёс тяжёлый психический кризис.
Брус был одним из наиболее радикальных представителей Венского акционизма (Wiener Aktionismus). В 1964 году он подготовил свой первый экшн. Эта работа увлекла его и он временно порвал с информальной живописью. После первого представления «Ана» следуют другие — «Раскрашивание рук», «Раскрашивание головы», «Самораскрашивание», «Саморасчленение», «Переливание крови», «Пытка», «Венская прогулка», «Акция 33» и другие. В 1967 году, с новыми представлениями— «Пулловер», «Вдох-выдох» Брус раскрывает языком своего тела тему деторождения и включает в представление свою маленькую дочь Диану. При этом для художника не существует табу: он мочится и онанирует во время действия, режет себя бритвенными лезвиями. В результате подобного поведения в обществе он был обвинён среди прочего в надругательстве над австрийской национальной символикой и приговорён к шести месяцам заключения. Чтобы избежать ареста, Брус бежит в Западный Берлин, где живёт несколько лет. Последнее его представление состоялось в июне 1970 года.
С 1970 года художник вновь начинает много рисовать, при этом он пытается создать некую комбинацию живописи и литературы. Так получились его работы из цикла «Картины-Стихи», нашедшие многочисленных подражателей в 70-е — 80-е годы XX столетия. В 1996 году Брус за эти свои работы был удостоен Большой австрийской государственной премии.
Жил в городе Грац.